# José Luis Rodríguez Zapatero
José Luis Rodríguez Zapatero (* 4. srpna 1960 Valladolid) je španělský politik, v letech 2004–2011 předseda vlády Španělska a mezi roky 2000–2012 generální tajemník Španělské socialistické dělnické strany.

## Život
Rodina jeho otce měla dlouhou levicovou politickou tradici. Jeho dědeček Juan Rodríguez Losa, který bojoval jako náčelník ve španělské občanské válce na straně republikánů, byl zabit na začátku války v roce 1936. Jeho dědeček z matčiny strany, Faustino Zapatero Ballesteros, byl naproti tomu důstojník generála Franka.
Je ženatý se Sonsoles Espinosovou a je otcem dvou dcer.

## Politická kariéra
Politického boje se Rodríguez Zapatero poprvé zúčastnil v Gijónu v roce 1977, když se Španělé připravovali na své první demokratické volby po smrti diktátora Francisco Franka. Rodríguez Zapatero podle vlastní výpovědi vstoupil do Španělské socialistické dělnické strany (PSOE), protože na něj udělalo dojem vystupování předsedy strany Felipa Gonzáleze.
Od roku 1982 vedl mládežnickou organizaci PSOE ve své domovské provincii León. V roce 1986 se stal nejmladším poslancem ve španělském parlamentu. Roku 1988 se stal předsedou PSOE v provincii León. V roce 1997 nastoupil do předsednictva španělských sociálních demokratů a konečně po volbách v roce 2000 byl zvolen stranickým předsedou. V roce 2004 pod jeho vedením PSOE překvapivě vyhrála parlamentní volby. Bombové útoky na madridské vlaky v březnu 2004 několik dní před volbami poškodily favorizovanou vládnoucí Lidovou stranu (PP), protože mnozí voliči považovali islamistický útok za důsledek účasti Španělska ve válce v Iráku.

### První vláda (2004 až 2008)

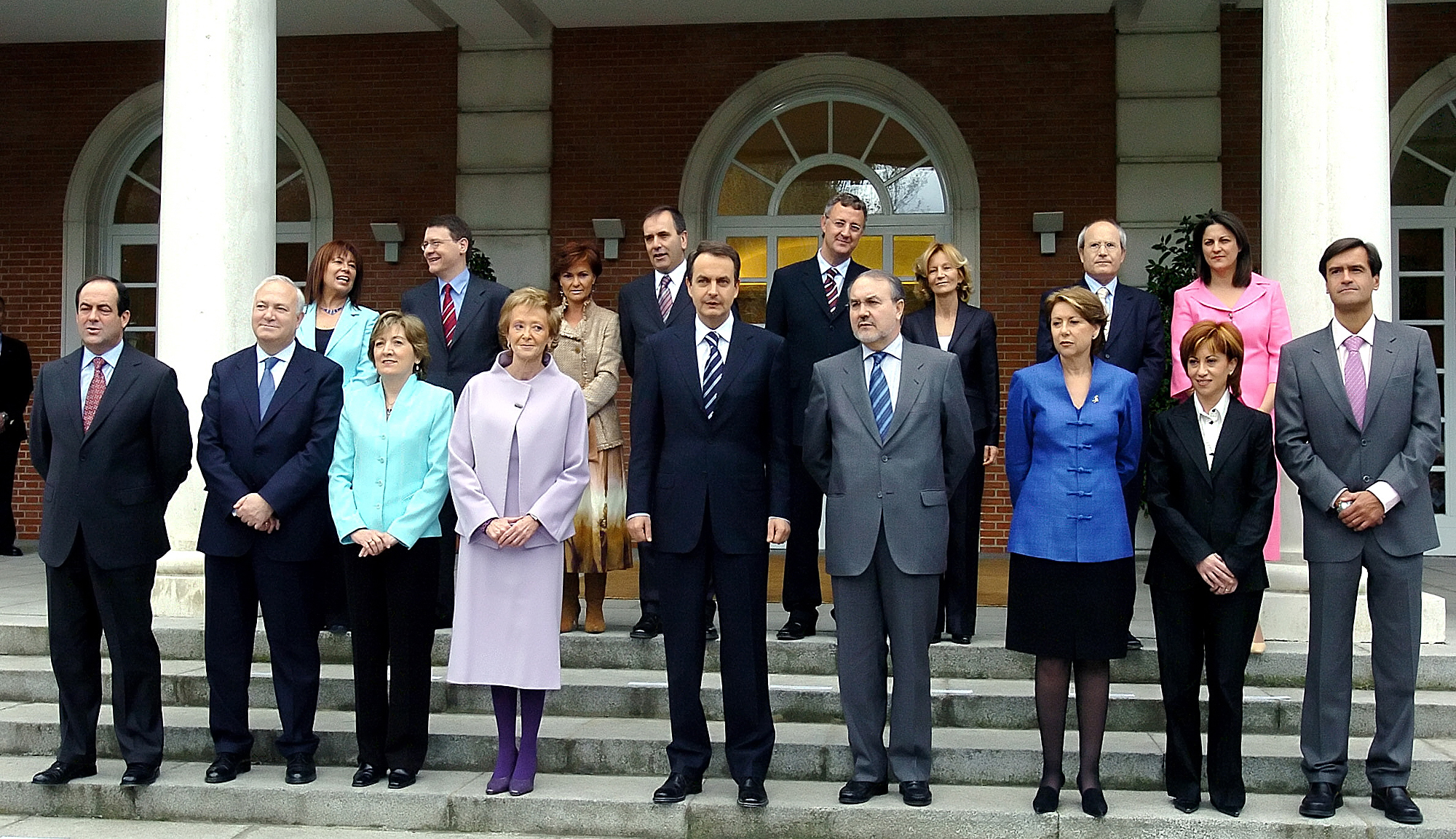
Zapaterova první vláda (2004)

Rodríguez Zapatero se během prvního vládního funkčního období zaměřil reformu vzdělávací systému, řešení problémů s imigrací a na zmírnění napětí mezi španělskými regiony. Mimo jiné umožnil politické vyjednávání s baskickými separatisty z ETA. Jeho vláda uzákonila od 1. července 2005 sňatky párů stejného pohlaví. Za symbolické bylo považováno rozhodnutí jeho vlády z března 2005 odstranit poslední sochy diktátora Franka z Madridu.
V zahraniční politice je za nejvýznamnější považováno stažení zhruba 1300 příslušníků španělských jednotek z Iráku, které Rodríguez Zapatero ohlásil 19. dubna 2004. Jeho vláda byla aktivní ve spolupráci se zeměmi Jižní Ameriky a podílela se na mírových vyjednáváních v izraelsko-palestinském konfliktu. Osobně se též angažoval ve volebních kampaních v Německu a Francii na podporu Gerharda Schrödera a Ségolène Royalové.
Zapatero byl opoziční Lidovou stranou (PP) kritizován za vstřícnou imigrační politiku. Španělsko v roce 2005 zlegalizovalo pobyt 700,000 nelegálních přistěhovalců, především z Latinské Ameriky a Maroka, aniž by tento krok konzultovalo s ostatními členskými státy EU. V roce 2006 se do Španělska přistěhovalo 802,971 imigrantů a o rok později Španělsko přijalo přes 920,000 přistěhovalců.

### Druhá vláda (od 2008)
V parlamentních volbách v březnu 2008 PSOE svou pozici ještě posílila a Rodríguez Zapatero získal mandát k vládnutí po další 4 roky.
Zapaterova popularita začala prudce klesat v důsledku ekonomické krize, která v roce 2008 zasáhla Evropskou unii. Nezaměstnanost ve Španělsku vzrostla na 22% v roce 2011. V listopadu 2011 vyhrál volby kandidát opoziční Lidové strany Mariano Rajoy.

## Vyznamenání
- velkodůstojník Řádu tří hvězd, Lotyšsko, 16. října 2004[6]
- velkokříž Řádu litevského velkovévody Gediminase, Litva, 1. června 2005
- velkokříž Řádu Kristova, Portugalsko, 25. září 2006[7]
- velkokříž s řetězem Řádu Isabely Katolické, Španělsko, 30. prosince 2011[8]
- velkostuha Řádu Ouissam Alaouite, Maroko, 2. září 2016[9]
- velkokříž Záslužného řádu Maďarské republiky, Maďarsko